# Ján Strcula
Ján Strcula (4. května 1912 Vyšná Boca – 11. ledna 2012 Trenčín) byl slovenský a československý generál, odbojář, politik Komunistické strany Slovenska, poslanec Slovenské národní rady a Sněmovny národů Federálního shromáždění za normalizace.

## Biografie
V roce 1936 nastoupil základní vojenskou službu v československé armádě k 201. dělostřeleckému pluku v Ružomberku. Od roku 1937 studoval na Vojenské akademii v Hranicích. Působil potom v dělostřeleckém pluku ve Frenštátu pod Radhoštěm. Za mobilizace roku 1938 byl náčelníkem štábu oddílu dělostřeleckého pluku u Opavy. Za války působil v armádě Slovenského státu a zúčastnil se jejího tažení na východní frontu v roce 1941. Roku 1944 velel baterii dělostřeleckého pluku východoslovenské armády ve Vyšném Mirošově. Poté, co byly tyto jednotky odzbrojeny německou armádou, přešel k povstalcům a zapojil se do Slovenského národního povstání. Byl velitelem dělostřelectva a zúčastnil se bojů proti německým jednotkám. Po porážce povstání přešel do hor k partyzánským oddílům. Od února 1945 byl příslušníkem dělostřelectva 1. československého armádního sboru.
Po válce zůstal vojákem z povolání a roku 1954 se stal generálmajorem. Působil jako velitel mechanizované divize v Olomouci, od roku 1958 v Trenčíně coby zástupce velitele vojenského okruhu. Na konci své profesní dráhy zastával post inspektora pro materiální otázky výcvikové základny.
Ve volbách roku 1964 se stal poslancem Slovenské národní rady. Po provedení federalizace Československa usedl v lednu 1969 do Sněmovny národů Federálního shromáždění. Do federálního parlamentu ho nominovala Slovenská národní rada. Ve federálním parlamentu setrval do konce funkčního období, tedy do voleb roku 1971.
Roku 1972 odešel z aktivní služby. V penzi se věnoval řezbářství. Zemřel ve věku nedožitých 100 let.

## Vyznamenání
- Pamětní medaile Za obranu Slovenska v březnu 1939 [5], 1939 (Slovenský štát)
- Řád Slovenského národního povstání, II. třída, 1945
- Československá medaile za zásluhy, II. třída, 1945
- Československý válečný kříž 1939, 1947
- Medaile Za vítězství nad Německem ve Velké Vlastenecké válce 1941-1945[6], 1948 (SSSR)
- Kříž za chrabrost, 1948 (Polsko)
- Medaile Za zásluhy o obranu vlasti, 1955
- Řád rudé hvězdy, 1959
- Řád rudé zástavy, 1969
- Pamětní medaile ministra obrany Slovenské republiky[7], II. stupeň, 2011 (Slovensko)
- Kríž Rytier dělostřelectva[8], (Slovensko)
- Řád partyzánské hvězdy[9], III. třídy, (Jugoslávie)
- Vyznamenání Za zásluhy o výstavbu